# 95928 Tonycook
95928 Tonycook este o planetă minoră (asteroid), cu un diametru de 3,817 km, din centura de asteroizi. A fost descoperită pe 7 mai 2003 la Catalina Station⁠(d) de Catalina Sky Survey. 
Obiectul prezintă o orbită caracterizată de o semiaxă mare de 2,6999398215473 UAi, o excentricitate de 0,16, o înclinație de 13,2 ° în raport cu ecliptica.